# Чемпіонат України з футболу 2024—2025: перша ліга
Чемпіонат України з футболу серед команд клубів першої ліги 2024—2025 — 34-й сезон першої ліги, який тривав з 7 серпня 2024 року по 30 травня 2025 року. Чемпіоном за два тури до кінця сезону став кам'янець-подільський «Епіцентр».

## Регламент змагань
У змаганнях братимуть участь 18 команд. Змагання проходитимуть у два етапи.
На першому етапі сформовано дві групи по дев'ять команд за територіальним принципом. Змагання проводяться у два кола за круговою системою.
На другому етапі команди, що посіли 1−4 місця в кожній групі, сформують групу за вихід в УПЛ зі збереженням усіх показників, отриманих на першому етапі. Команди, що посіли 5−9 місця в кожній групі, сформують групу за право грати в першій лізі зі збереженням усіх показників, отриманих на першому етапі. На другому етапі команди групи А проводять матчі тільки з командами групи Б у два кола.
Команди, які посіли 1-ше та 2-ге місця в чемпіонській групі, виходять до Прем'єр-ліги напряму. Третя й четверта команди першої ліги зіграють стикові матчі за право виступати наступного сезону в УПЛ із 14-м та 13-м командами Прем'єр-ліги відповідно. Стикові матчі складаються з двох матчів, по одному на полі кожної з команд-учасниць.
Команди, що посіли 16−18 місця в першій лізі, вибувають до другої ліги. Команди, що посіли 14−15 місця в першій лізі, гратимуть стикові матчі з командами, що посіли 2−3 місця в другій лізі, за право виступати в першій лізі наступного сезону.
У випадку, якщо декілька команд набрали однакову кількість очок, місця у турнірній таблиці визначаються за такими критеріями:
1. Більша кількість набраних очок в особистих зустрічах між цими командами.
2. Краща різниця забитих і пропущених м’ячів в особистих зустрічах.
3. Більша кількість забитих м’ячів в особистих зустрічах.
4. Краща різниця забитих і пропущених м’ячів в усіх матчах.
5. Більша кількість забитих м’ячів в усіх матчах.

## Учасники
Перед початком сезону команда «Кудрівка-Нива» об'єдналася із командою ФК «Кудрівка».
Форс-мажорні зміни
- За результатами попереднього сезону команда ФК «Хуст» мала вилетіти до другої ліги за результатами стикових матчів, але через те, що команда «Дружба» відмовилася підвищуватися з другої ліги до першої ліги, команда ФК «Хуст» зберегла місце у першій лізі.
- У зв'язку із проведенням перехідного турніру з метою визначення учасника УПЛ, одне місце у першій лізі залишилося вакантним, його зайняла команда МФК «Металург», яка мала вилетіти до другої ліги за результатами стикових матчів. Таким чином, команда МФК «Металург» зберегла місце у першій лізі.
- За результатами попереднього сезону команда «Кремінь» мала вилетіти до другої ліги напряму, але через те, що команда «Звягель» відмовилася підвищуватися з другої ліги до першої ліги за результатами стикових матчів, команда «Кремінь» зберегла місце у першій лізі.

Склад учасників:
Група А
| Команда       | Населений пункт               | Стадіон                     | Місткість стадіону | Місце в попер. ч-ті. |
| ------------- | ----------------------------- | --------------------------- | ------------------ | -------------------- |
| «Агробізнес»  | Волочиськ                     | «Юність»                    | 2700               | 8                    |
| «Буковина»    | Чернівці                      | «Буковина»                  | 12 000             | 11                   |
| «Епіцентр»    | Кам'янець-Подільський         | ім. Григорія Тонкочеєва     | 2587               | 4                    |
| «Металіст»    | Харків                        | «Авангард» (Ужгород)        | 10 383             | 14                   |
| ФК «Минай»    | с. Минай Ужгородського району | «Минай-Арена»               | 1312               | 15 (Прем'єр-ліга)    |
| «Нива»        | Тернопіль                     | Міський ім. Романа Шухевича | 15 150             | 13                   |
| «Поділля»     | Хмельницький                  | «Поділля»                   | 6800               | 12                   |
| «Прикарпаття» | Івано-Франківськ              | «Рух»                       | 6500               | 5                    |
| ФК «Хуст»     | Хуст                          | «Карпати»                   | 5200               | 16 (форс)            |

Група Б
| Команда         | Населений пункт                  | Стадіон | Місткість стадіону       | Місце в попер. ч-ті. |
| --------------- | -------------------------------- | --- | ------------------------ | -------------------- |
| «Вікторія»      | Суми                             | «Колос» (Бориспіль) (4 матчі) «Черкаси-Арена» (Черкаси) (3 матчі) НТБ ФК ЛНЗ (с. Геронимівка) (2 матчі) НТК ім. Віктора Баннікова (Київ) (2 матчі) «Діназ» (с. Демидів) (1 матч) | 5654 10 321 300 1678 500 | 7                    |
| «Діназ»         | Вишгород                         | «Діназ» (с. Демидів) | 500                      | 15                   |
| «Кремінь»       | Кременчук                        | «Юність» (Горішні Плавні) «Машинобудівник» (Карлівка) (1 матч) «Діназ» (с. Демидів) (1 матч)                                                                                     | 2500 1300 500            | 18 (форс)            |
| ФК «Кудрівка»   | с. Кудрівка Корюківського району | «Ювілейний» (Буча) «Кудрівка-Арена» (4 матчі) | 1028 500                 | 6                    |
| ФСК «Маріуполь» | Маріуполь                        | «Колос» (Бориспіль) «Скіф» (Львів) (3 матчі) ім. Богдана Маркевича (Винники) (1 матч)                                                                                            | 5654 4033 900            | 9                    |
| «Металіст 1925» | Харків                           | Арена «Лівий берег» (мас. Млиново) «Динамо» ім. Валерія Лобановського (Київ) (1 матч)                                                                                            | 4700 16 873              | 16 (Прем'єр-ліга)    |
| МФК «Металург»  | Запоріжжя                        | «Славутич-Арена» | 11 883                   | 17 (форс)            |
| СК «Полтава»    | Полтава                          | «Молодіжний» «Юність» (Горішні Плавні) (1 матч) | 680 2500                 | 10                   |
| ЮКСА            | с. Тарасівка Фастівського району | НТК ім. Віктора Баннікова (Київ) | 1678                     | 2 (друга ліга, стик) |

Після зимової перерви рішенням Адміністрації ПФЛ назву команди ФСК «Маріуполь» змінено на «Фенікс-Маріуполь».

## Перший етап

### Група А

#### Турнірна таблиця
| М | Команда       | І  | В | Н | П | РМ    | О  |
| - | ------------- | -- | - | - | - | ----- | -- |
| 1 | «Епіцентр»    | 14 | 8 | 5 | 1 | 21−7  | 29 |
| 2 | «Агробізнес»  | 14 | 9 | 1 | 4 | 16−13 | 28 |
| 3 | «Металіст»    | 14 | 6 | 4 | 4 | 20−11 | 22 |
| 4 | «Буковина»    | 14 | 5 | 5 | 4 | 11−11 | 20 |
| 5 | «Нива»        | 14 | 4 | 4 | 6 | 13−17 | 16 |
| 6 | ФК «Минай»    | 14 | 4 | 4 | 6 | 12−20 | 16 |
| 7 | «Прикарпаття» | 14 | 3 | 4 | 7 | 14−18 | 13 |
| 8 | «Поділля»     | 14 | 1 | 5 | 8 | 9−19  | 8  |
| — | ФК «Хуст»     | —  | — | — | — | —     | —  |

ФК «Хуст» виключено зі змагань згідно з постановою Центральної ради ПФЛ № 16 від 9 вересня 2024 року, результати матчів за участю команди анульовані.
Позначення:

#### Результати матчів
| Команда       | АГР | БУК | ЕПІ | МЕТ | МИН | НИВ | ПОД | ПРИ | ХУС |
| ------------- | --- | --- | --- | --- | --- | --- | --- | --- | --- |
| «Агробізнес»  |     | 1:0 | 2:1 | 2:1 | 2:1 | 0:1 | 1:0 | 0:1 |     |
| «Буковина»    | 0:1 |     | 1:1 | 2:1 | 2:1 | 1:0 | 1:1 | 0:0 |     |
| «Епіцентр»    | 2:0 | 2:0 |     | 1:1 | 4:0 | 1:1 | 2:1 | 3:0 | 5:2 |
| «Металіст»    | 0:1 | 0:1 | 0:0 |     | 3:0 | 2:0 | 1:1 | 2:1 |     |
| ФК «Минай»    | 3:1 | 1:0 | 0:0 | 0:3 |     | 0:2 | 0:0 | 4:2 |     |
| «Нива»        | 2:3 | 1:1 | 0:1 | 1:1 | 1:1 |     | 2:1 | 2:1 |     |
| «Поділля»     | 1:1 | 0:1 | 1:2 | 0:3 | 0:1 | 1:0 |     | 2:2 | 1:0 |
| «Прикарпаття» | 0:1 | 1:1 | 0:1 | 1:2 | 0:0 | 3:0 | 2:0 |     |     |
| ФК «Хуст»     |     |     |     |     |     | 2:3 |     |     |     |

ФК «Хуст» виключено зі змагань згідно з постановою Центральної ради ПФЛ № 16 від 9 вересня 2024 року, результати матчів за участю команди анульовані.

#### Найкращі бомбардири
| № | Футболіст      | Команда       | Голи (пен.) |
| - | -------------- | ------------- | ----------- |
| 1 | Данило Кравчук | «Епіцентр»    | 9 (1)       |
| 2 | Андрій Різник  | «Нива»        | 7           |
| 3 | Артур Ременяк  | ФК «Минай»    | 5           |
| 4 | Дмитро Галадей | «Нива»        | 5 (1)       |
| 5 | Василь Цюцюра  | «Прикарпаття» | 5 (2)       |

Примітка: враховано голи в матчах, результати яких анульовані.

### Група Б

#### Турнірна таблиця
| М | Команда         | І  | В | Н | П  | РМ    | О  |
| - | --------------- | -- | - | - | -- | ----- | -- |
| 1 | ФК «Кудрівка»   | 16 | 9 | 4 | 3  | 22−12 | 31 |
| 2 | «Металіст 1925» | 16 | 8 | 5 | 3  | 21−10 | 29 |
| 3 | СК «Полтава»    | 16 | 8 | 5 | 3  | 24−14 | 29 |
| 4 | ЮКСА            | 16 | 8 | 4 | 4  | 31−21 | 28 |
| 5 | «Вікторія»      | 16 | 6 | 5 | 5  | 23−12 | 23 |
| 6 | ФСК «Маріуполь» | 16 | 5 | 3 | 8  | 17−23 | 18 |
| 7 | МФК «Металург»  | 16 | 4 | 5 | 7  | 15−22 | 17 |
| 8 | «Діназ»         | 16 | 3 | 4 | 9  | 12−28 | 13 |
| 9 | «Кремінь»       | 16 | 2 | 3 | 11 | 9−32  | 9  |

Позначення:

#### Результати матчів
| Команда         | ВІК | ДІН    | КРЕ    | КУД | МАР    | М25 | МЛГ | ПОЛ | ЮКС |
| --------------- | --- | ------ | ------ | --- | ------ | --- | --- | --- | --- |
| «Вікторія»      |     | 0:0    | 1:1    | 2:0 | 0:1    | 0:1 | 0:0 | 1:2 | 5:1 |
| «Діназ»         | 1:1 |        | 0:1    | 0:1 | 1:4    | 0:2 | 2:0 | 3:1 | 0:2 |
| «Кремінь»       | 0:3 | 0:3    |        | 0:3 | 3:0[d] | 1:1 | 0:1 | 0:0 | 0:1 |
| ФК «Кудрівка»   | 0:2 | 0:0    | 2:1    |     | 1:0    | 1:1 | 3:0 | 0:0 | 0:1 |
| ФСК «Маріуполь» | 0:4 | 3:0    | 3:0[a] | 0:0 |        | 1:0 | 1:1 | 1:2 | 2:3 |
| «Металіст 1925» | 2:0 | 2:2    | 4:0    | 0:2 | 1:1    |     | 2:0 | 0:1 | 2:0 |
| МФК «Металург»  | 1:3 | 3:0[c] | 1:0    | 1:3 | 1:0    | 1:2 |     | 0:0 | 1:2 |
| СК «Полтава»    | 1:0 | 3:0    | 4:2    | 1:2 | 3:0    | 0:1 | 2:2 |     | 1:1 |
| ЮКСА            | 1:1 | 5:0    | 5:0    | 3:4 | 3:0[b] | 0:0 | 2:2 | 1:3 |     |

a Згідно з рішенням КДК УАФ від 3 жовтня 2024 року за вихід на поле не внесеного в рапорт арбітра футболіста команді «Кремінь» зараховано технічну поразку 0:3, а команді ФСК «Маріуполь» — технічну перемогу 3:0. Початковий результат матчу — 2:1.
b Згідно з рішенням КДК УАФ від 24 жовтня 2024 року за відмову починати матч, що призвело до його зриву, команді ФСК «Маріуполь» зараховано технічну поразку 0:3, а команді ЮКСА — технічну перемогу 3:0.
c Згідно з рішенням КДК УАФ від 28 листопада 2024 року за неявку на матч команді «Діназ» зараховано технічну поразку 0:3, а команді МФК «Металург» — технічну перемогу 3:0.
d Згідно з рішенням КДК УАФ від 3 грудня 2024 року за неявку на матч команді ФСК «Маріуполь» зараховано технічну поразку 0:3, а команді «Кремінь» — технічну перемогу 3:0.

#### Найкращі бомбардири
| № | Футболіст       | Команда         | Голи (пен.) |
| - | --------------- | --------------- | ----------- |
| 1 | Арі Моура       | «Металіст 1925» | 8 (1)       |
| 2 | Венді           | ЮКСА            | 6 (2)       |
| 3 | Руслан Паламар  | «Вікторія»      | 6 (5)       |
| 4 | Максим Євпак    | «Вікторія»      | 5           |
| 4 | Пабло Кастро    | ЮКСА            | 5           |
| 4 | Андрій Сторчоус | ФК «Кудрівка»   | 5           |
| 7 | Ілля Зубков     | ФСК «Маріуполь» | 5 (1)       |
| 8 | Дмитро Щербак   | СК «Полтава»    | 5 (3)       |

## Другий етап
За підсумками першого етапу команди були поділені на дві групи: чемпіонську (за вихід до УПЛ) та вибування (за збереження місця у першій лізі).
На другому етапі для чемпіонської групи зберігаються показники, отримані лише в матчах проти команд, що посіли 1-8 місця на першому етапі. Для групи вибування всі показники команд, отримані на першому етапі, зберігаються.
Команди проводять матчі лише з тими командами, з якими вони не зустрічалися на першому етапі.

### Чемпіонська група

#### Турнірна таблиця
| М | Команда         | І  | В  | Н | П | РМ    | О  |
| - | --------------- | -- | -- | - | - | ----- | -- |
|   | «Епіцентр»      | 22 | 16 | 5 | 1 | 39−15 | 53 |
|   | СК «Полтава»    | 22 | 12 | 5 | 5 | 31−19 | 41 |
|   | «Металіст 1925» | 22 | 10 | 6 | 6 | 29−20 | 36 |
| 4 | ФК «Кудрівка»   | 22 | 10 | 5 | 7 | 25−18 | 35 |
| 5 | «Агробізнес»    | 22 | 10 | 3 | 9 | 19−26 | 33 |
| 6 | «Металіст»      | 22 | 8  | 7 | 7 | 29−21 | 31 |
| 7 | «Буковина»      | 22 | 8  | 6 | 8 | 20−20 | 30 |
| 8 | ЮКСА            | 22 | 7  | 6 | 9 | 33−35 | 27 |

Позначення:

#### Результати матчів
| Команда         | АГР | БУК | ЕПІ | КУД | МЕТ | М25 | ПОЛ | ЮКС |
| --------------- | --- | --- | --- | --- | --- | --- | --- | --- |
| «Агробізнес»    |     |     |     | 0:2 |     | 1:1 | 1:2 | 1:0 |
| «Буковина»      |     |     |     | 1:0 |     | 1:2 | 1:1 | 2:0 |
| «Епіцентр»      |     |     |     | 2:1 |     | 2:1 | 2:0 | 4:3 |
| ФК «Кудрівка»   | 2:0 | 2:0 | 0:1 |     | 1:1 |     |     |     |
| «Металіст»      |     |     |     | 2:0 |     | 1:0 | 0:1 | 0:2 |
| «Металіст 1925» | 4:0 | 2:1 | 1:3 |     | 2:2 |     |     |     |
| СК «Полтава»    | 2:0 | 2:0 | 2:3 |     | 1:0 |     |     |     |
| ЮКСА            | 0:0 | 0:3 | 0:1 |     | 3:3 |     |     |     |

### Група вибування

#### Турнірна таблиця
| М  | Команда            | І  | В | Н | П  | РМ    | О  |
| -- | ------------------ | -- | - | - | -- | ----- | -- |
| 9  | «Вікторія»         | 24 | 9 | 9 | 6  | 32−17 | 36 |
| 10 | «Прикарпаття»      | 24 | 8 | 8 | 8  | 32−28 | 32 |
| 11 | «Нива»             | 24 | 8 | 8 | 8  | 28−27 | 32 |
| 12 | ФК «Минай»         | 24 | 8 | 6 | 10 | 26−30 | 30 |
| 13 | «Фенікс-Маріуполь» | 24 | 8 | 4 | 12 | 26−34 | 28 |
| 14 | МФК «Металург»     | 24 | 6 | 8 | 10 | 24−35 | 26 |
| 15 | «Поділля»          | 24 | 5 | 9 | 10 | 22−28 | 24 |
| 16 | «Діназ»            | 24 | 3 | 8 | 13 | 19−46 | 17 |
| 17 | «Кремінь»          | 24 | 3 | 5 | 16 | 14−45 | 14 |

Позначення:

#### Результати матчів
| Команда            | ВІК | ДІН | КРЕ    | МЛГ | МИН | НИВ | ПОД | ПРИ | ФЕН |
| ------------------ | --- | --- | ------ | --- | --- | --- | --- | --- | --- |
| «Вікторія»         |     |     |        |     | 2:2 | 3:0 | 0:1 | 1:1 |     |
| «Діназ»            |     |     |        |     | 1:2 | 1:1 | 1:1 | 2:2 |     |
| «Кремінь»          |     |     |        |     | 1:0 | 1:2 | 0:2 | 0:0 |     |
| МФК «Металург»     |     |     |        |     | 2:1 | 1:1 | 1:2 | 0:2 |     |
| ФК «Минай»         | 0:1 | 3:0 | 3:0[a] | 1:1 |     |     |     |     | 2:0 |
| «Нива»             | 0:0 | 5:0 | 3:1    | 0:0 |     |     |     |     | 2:3 |
| «Поділля»          | 1:1 | 0:0 | 1:1    | 2:3 |     |     |     |     | 1:2 |
| «Прикарпаття»      | 0:1 | 4:2 | 2:1    | 4:1 |     |     |     |     | 0:0 |
| «Фенікс-Маріуполь» |     |     |        |     | 2:0 | 0:1 | 0:2 | 2:3 |     |

a Згідно з рішенням КДК УАФ від 22 травня 2025 року за неявку на матч команді «Кремінь» зараховано технічну поразку 0:3, а команді ФК «Минай» — технічну перемогу 3:0.

## Перехідні матчі за право виступати в Прем'єр-лізі
За підсумками сезону команди, які посіли 13-те та 14-те місця в Прем'єр-лізі, грають перехідні матчі за право виступати у Прем’єр-лізі проти команд, які посіли відповідно четверте та третє місця в першій лізі. Жеребкування послідовності проведення матчів відбулося 23 травня 2025 року.
| 29 травня 2025 15:30 +19 °C |

| ФК «Кудрівка» | 1:2      | «Ворскла»             |
| ------------- | -------- | --------------------- |
| Козак 83'     | Протокол | Ндукве 23' Павлюк 39' |

| «Оболонь-Арена», Київ Глядачів: 1100 Арбітр: Дмитро Панчишин (Харків) |

| 1 червня 2025 13:00 +24 °C |

| «Ворскла»                                        | 0:1      | ФК «Кудрівка»                                                  |
| ------------------------------------------------ | -------- | -------------------------------------------------------------- |
|                                                  | Протокол | Литовченко 9'                                                  |
|                                                  | Пенальті |                                                                |
| - Ндукве - Малиш - Ієде - Кане - Салабай - Скляр | 3:4      | - Тузенко - Сторчоус - Шершень - Потімков - Сердюк - Лєгостаєв |

| «Ворскла» ім. Олексія Бутовського, Полтава Глядачів: 2204 Арбітр: Микола Балакін (Київська область) |

ФК «Кудрівка» переміг в серії пенальті (2:2 за сумою двох матчів, 4:3 за пенальті) та вийшов до Прем’єр-ліги, «Ворскла» вибула до першої ліги.
| 29 травня 2025 18:00 +19 °C |

| «Лівий берег» | 0:1      | «Металіст 1925» |
| ------------- | -------- | --------------- |
|               | Протокол | Моура 38'       |

| Арена «Лівий берег», Млиново Глядачів: 1167 Арбітр: Віктор Копієвський (Кропивницький) |

| 1 червня 2025 15:30 +22 °C |

| «Металіст 1925» | 1:0      | «Лівий берег» |
| --------------- | -------- | ------------- |
| Калітвінцев 90' | Протокол |               |

| Арена «Лівий берег», Млиново Глядачів: 1800 Арбітр: Віталій Романов (Дніпро) |

«Металіст 1925» переміг 2:0 за сумою двох матчів та вийшов до Прем’єр-ліги, «Лівий берег» вибув до першої ліги.

## Перехідні матчі за право виступати в першій лізі
За підсумками сезону команди, які посіли 14-те та 15-те місця в першій лізі, грають перехідні матчі за право виступати у першій лізі проти команд, які посіли відповідно третє та друге місця у другій лізі. Жеребкування послідовності проведення матчів відбулося 6 травня 2025 року.
| 8 червня 2025 13:00 +31 °C |

| ФК «Чернігів»                                     | 3:0      | МФК «Металург» |
| ------------------------------------------------- | -------- | -------------- |
| Шалфєєв 15' Безгубченко 43' Романченко 81' (пен.) | Протокол |                |

| «Чернігів-Арена», Чернігів Глядачів: 0 Арбітр: Максим Фірсов (Рівне) |

| 12 червня 2025 12:00 +25 °C |

| МФК «Металург» | 0:2      | ФК «Чернігів»         |
| -------------- | -------- | --------------------- |
|                | Протокол | Койдан 63' Шумило 84' |

| «Славутич-Арена», Запоріжжя Глядачів: 0 Арбітр: Євгеній Цибулько (Черкаси) |

ФК «Чернігів» переміг 5:0 за сумою двох матчів та вийшов до першої ліги, МФК «Металург» мав вибути до другої ліги, але перед стартом наступного сезону ФК «Минай» знявся з розіграшу.
| 4 червня 2025 12:00 +23 °C |

| «Колос-2» | 0:2      | «Поділля»             |
| --------- | -------- | --------------------- |
|           | Протокол | Балан 19' Шкіндер 48' |

| «Ювілейний», Буча Глядачів: 0 Арбітр: Ігор Сташук (Чернігів) |

| 8 червня 2025 12:00 +32 °C |

| «Поділля»      | 1:0      | «Колос-2» |
| -------------- | -------- | --------- |
| Веремієнко 58' | Протокол |           |

| «Поділля», Хмельницький Глядачів: 650 Арбітр: Олег Когут (Тернопіль) |

«Поділля» перемогло 3:0 за сумою двох матчів та зберегло місце в першій лізі, а «Колос-2» — у другій.

## Найкращі бомбардири
У списку враховані показники, здобуті на першому та другому етапах.
| № | Футболіст       | Команда         | Голи (пен.) |
| - | --------------- | --------------- | ----------- |
| 1 | Данило Кравчук  | «Епіцентр»      | 13 (2)      |
| 2 | Арі Моура       | «Металіст 1925» | 11 (2)      |
| 3 | Владлен Юрченко | «Металіст 1925» | 9 (1)       |
| 4 | Руслан Паламар  | «Вікторія»      | 9 (7)       |
| 5 | Іван Бендера    | «Епіцентр»      | 8           |
| 6 | Василь Цюцюра   | «Прикарпаття»   | 8 (3)       |
| 7 | Андрій Різник   | «Нива»          | 7           |
| 8 | Дмитро Галадей  | «Нива»          | 7 (1)       |